# Elgi
Elgi (rusky Эльги, jakutsky Эльгэ) je řeka v Jakutské republice v Rusku. Je 394 km dlouhá. Povodí má rozlohu 68 200 km².

## Průběh toku
Vzniká soutokem řek Degdega a Kao. Protéká přes Elginskou vysočinu. Ústí zleva do Indigirky.

## Vodní stav
Zdroj vody je sněhový a dešťový. Nejvyšších vodních stavů dosahuje od června do poloviny září. Průměrný roční průtok vody ve vzdálenosti 42 km od ústí činí 106 m³/s. Zamrzá v říjnu a rozmrzá na konci května až na začátku června.